# Заречье (Овручская городская община)
Заречье (укр. Заріччя) — село на Украине, находится в Коростенском районе Житомирской области, на реке Норинь.
Код КОАТУУ — 1824282501. Население по переписи 2001 года составляет 1452 человека. Почтовый индекс — 11106. Телефонный код — 4148. Занимает площадь 0,289 км².

## История
В 1946 году указом Президиума ВС УССР село Швабы Первые переименовано в Заречье.

## Местная власть
11101, Житомирская область, Коростенский р-н, г. Овруч, ул. Тараса Шевченко, 43.